# Horké Jupitery

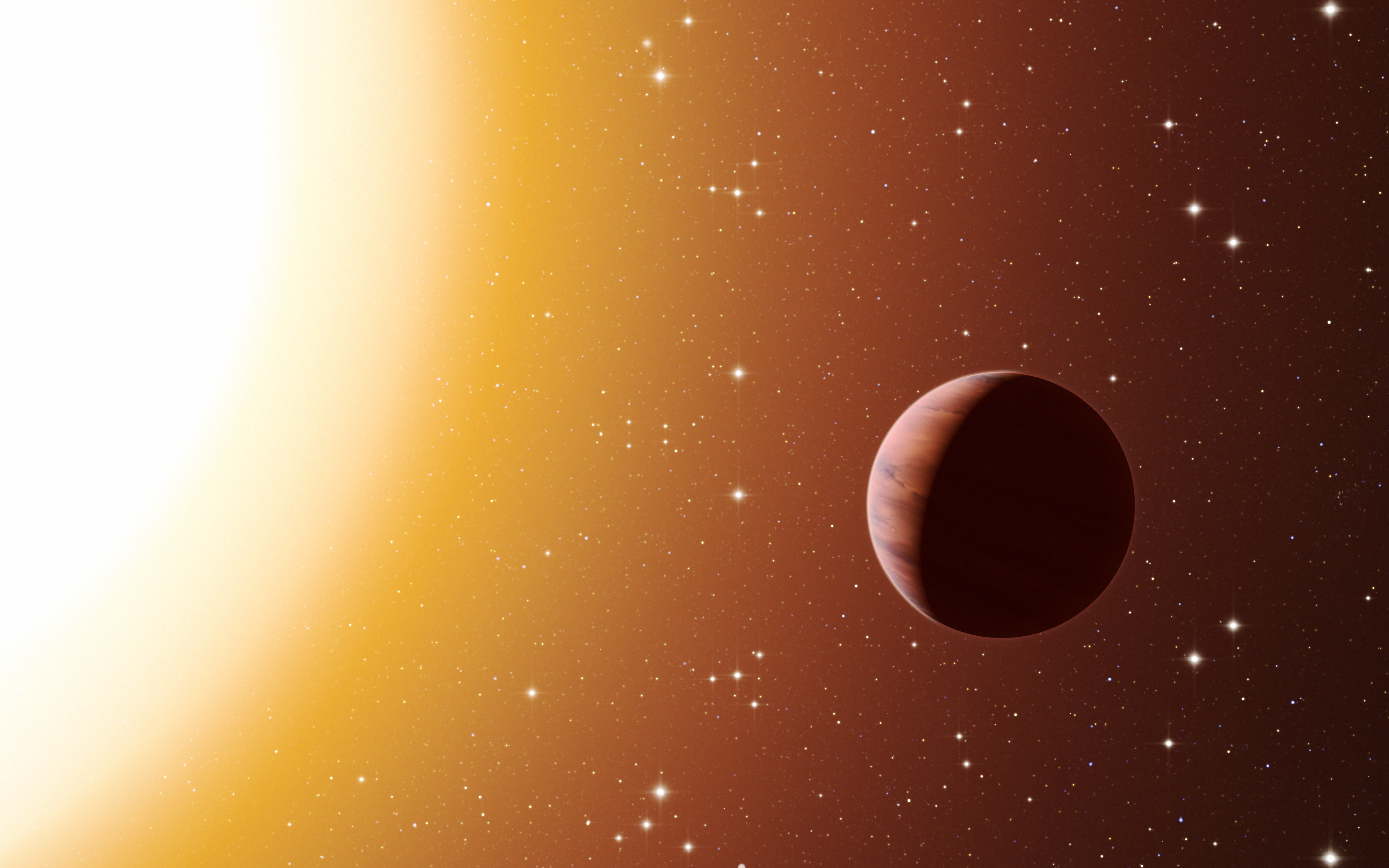
Horký Jupiter

Horké Jupitery jsou zvláštní třídou exoplanet, jejichž hmotnost je podobná nebo vyšší než je hmotnost Jupiteru (1,9×1027 kg). Na rozdíl od našeho Jupiteru, který Slunce obíhá ve vzdálenosti 5 AU, však horké Jupitery obíhají svou mateřskou hvězdu ve vzdálenosti přibližně 0,05 AU, což je pouhá 1/8 vzdálenosti mezi Merkurem a Sluncem.

## Vlastnosti
Horké Jupitery mají tyto společné vlastnosti:
- Kvůli vysoké míře insolace (světelného toku od centrální hvězdy) mají nižší hustotu než je obvyklé u těles jejich velikosti.
- Všechny mají nízkou excentricitu, protože jejich dráhy byly zformovány do tvaru kruhu nebo jsou formovány procesem librace. Tyto faktory způsobují i vázanou rotaci planety s oběžnou dobou – ke hvězdě jsou natočeny stále stejnou stranou.
- Předpokládá se, že všechny tyto planety se musely tak blízko ke hvězdě dostat až později po svém vzniku, neboť v takové blízkosti by nemohly nastřádat dostatek materiálu pro svůj vznik.

Z důvodu tak blízké oběžné dráhy u nich existuje mnohem větší pravděpodobnost pozorování jejich transitu přes svou mateřskou hvězdu než u stejných planet obíhajících ve větší vzdálenosti. Tyto planety jsou nejlépe detekovatelné metodou radiálních rychlostí, protože oscilace jejich hvězd jsou poměrně velké a rychlé.

## Terestrické planety v systémech s horkými Jupitery
Simulacemi bylo prokázáno, že migrace planet o hmotnosti podobné Jupiteru skrz vnitřní protoplanetární disk není (vzhledem k ostatním tělesům nacházejícím se v této oblasti) tolik destruktivní, jak by se na první pohled mohlo zdát. Více než 60 % hmoty této části disku je rozptýleno a zahrnuje např. planetesimály nebo protoplanety. Takové množství hmoty umožňuje její přeměnu v plynného obra. V simulaci byly planety do velikosti dvojnásobku Země schopny se uchytit na vhodné pozici i poté, co jejich okolím pronikl horký Jupiter a který se posléze stabilizoval na oběžné dráze vzdálené 0,1 AU od mateřské hvězdy.
Na základě míchání hmoty z vnějšího a vnitřního disku bylo také pomocí simulace zjištěno, že terestrické planety, které se zformovaly až po průniku horkého Jupiteru by mohly být poměrně bohaté na vodu.